# Lupstein
Lupstein est une commune française située dans la circonscription administrative du Bas-Rhin et, depuis le 1er janvier 2021, dans le territoire de la Collectivité européenne d'Alsace, en région Grand Est.
Cette commune se trouve dans la région historique et culturelle d'Alsace et appartient au canton de Saverne.
Ses habitants sont nommés les Lupsteinois et les Lupsteinoises.

## Géographie
A coté de Lupstein se situe le canal de la Marne au Rhin.

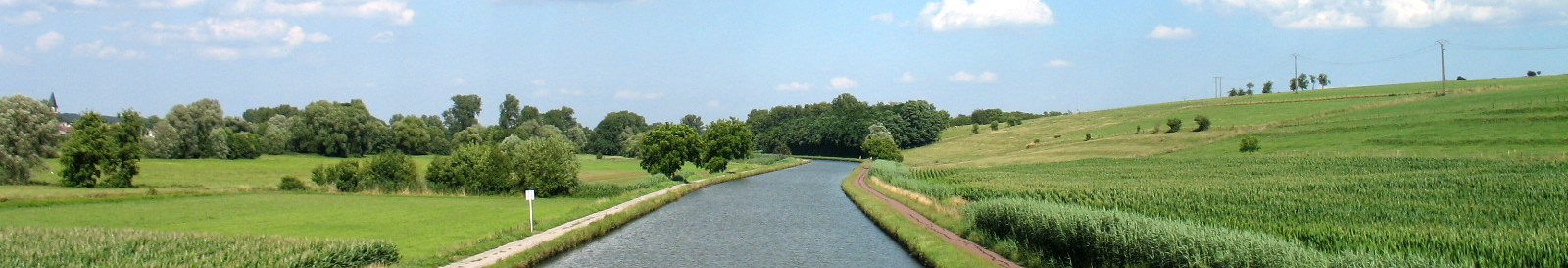
Le canal et le paysage près du village.

| Dettwiller    |          | Wilwisheim |
| Waldolwisheim | Lupstein | Ingenheim  |
| Altenheim     |          | Littenheim |

### Hydrographie
La commune est dans le bassin versant du Rhin au sein du bassin Rhin-Meuse. Elle est drainée par le canal de la Marne au Rhin, la Zorn, la Mossel, le ruisseau le Drusenbach et le ruisseau le Horattgraben,.
Le canal de la Marne au Rhin, d'une longueur totale de 314 km, et 178 écluses à l'origine, relie la Marne (à Vitry-le-François) au Rhin (à Strasbourg). Par le canal latéral de la Marne, il est connecté au réseau navigable de la Seine vers l'Île-de-France et la Normandie.
La Zorn, d'une longueur totale de 96,7 km, prend sa source dans la commune de Walscheid et se jette  dans le canal de la Marne au Rhin à Rohrwiller, après avoir traversé 34 communes.

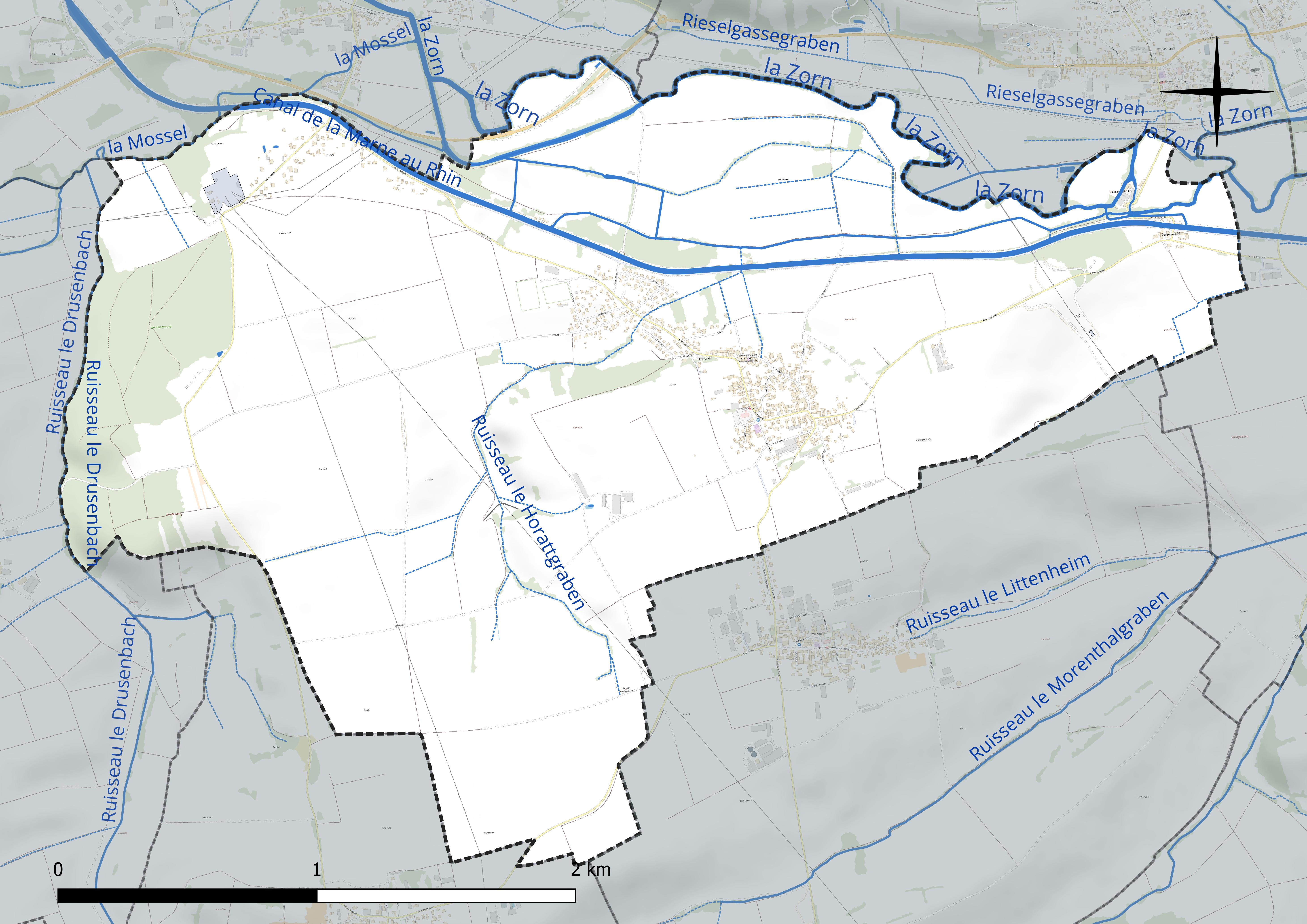
Réseau hydrographique de Lupstein.

La Mossel, d'une longueur totale de 21,2 km, prend sa source dans la commune de Dabo et se jette  dans la Zorn à Dettwiller, après avoir traversé douze communes.

### Climat
Pour des articles plus généraux, voir Climat du Grand Est et Climat du Bas-Rhin.
En 2010, le climat de la commune est de type climat des marges montargnardes, selon une étude du Centre national de la recherche scientifique s'appuyant sur une série de données couvrant la période 1971-2000. En 2020, Météo-France publie une typologie des climats de la France métropolitaine dans laquelle la commune est exposée à un climat semi-continental et est dans la région climatique  Vosges, caractérisée par une pluviométrie très élevée (1 500 à 2 000 mm/an) en toutes saisons et un hiver rude (moins de 1 °C).
Pour la période 1971-2000, la température annuelle moyenne est de 10,5 °C, avec une amplitude thermique annuelle de 17,6 °C. Le cumul annuel moyen de précipitations est de 765 mm, avec 10,1 jours de précipitations en janvier et 10,3 jours en juillet. Pour la période 1991-2020, la température moyenne annuelle observée sur la station météorologique de Météo-France la plus proche, « Waltenheim-sur-zorn », sur la commune de Waltenheim-sur-Zorn à 11 km à vol d'oiseau, est de 11,3 °C et le cumul annuel moyen de précipitations est de 652,2 mm. 
La température maximale relevée sur cette station est de 38 °C, atteinte le 7 août 2015 ; la température minimale est de −14,9 °C, atteinte le 20 décembre 2009,,.
Les paramètres climatiques de la commune ont été estimés pour le milieu du siècle (2041-2070) selon différents scénarios d'émission de gaz à effet de serre à partir des nouvelles projections climatiques de référence DRIAS-2020. Ils sont consultables sur un site dédié publié par Météo-France en novembre 2022.

## Urbanisme

### Typologie
Au 1er janvier 2024, Lupstein est catégorisée bourg rural, selon la nouvelle grille communale de densité à sept niveaux définie par l'Insee en 2022.
Elle est située hors unité urbaine. Par ailleurs la commune fait partie de l'aire d'attraction de Strasbourg (partie française), dont elle est une commune de la couronne,. Cette aire, qui regroupe 268 communes, est catégorisée dans les aires de 700 000 habitants ou plus (hors Paris),.

### Occupation des sols
L'occupation des sols de la commune, telle qu'elle ressort de la base de données européenne d’occupation biophysique des sols Corine Land Cover (CLC), est marquée par l'importance des territoires agricoles (82,9 % en 2018), en diminution par rapport à 1990 (83,9 %). La répartition détaillée en 2018 est la suivante : terres arables (47,6 %), prairies (26,7 %), zones urbanisées (8,8 %), zones agricoles hétérogènes (8,6 %), forêts (8,3 %). L'évolution de l’occupation des sols de la commune et de ses infrastructures peut être observée sur les différentes représentations cartographiques du territoire : la carte de Cassini (XVIIIe siècle), la carte d'état-major (1820-1866) et les cartes ou photos aériennes de l'IGN pour la période actuelle (1950 à aujourd'hui).

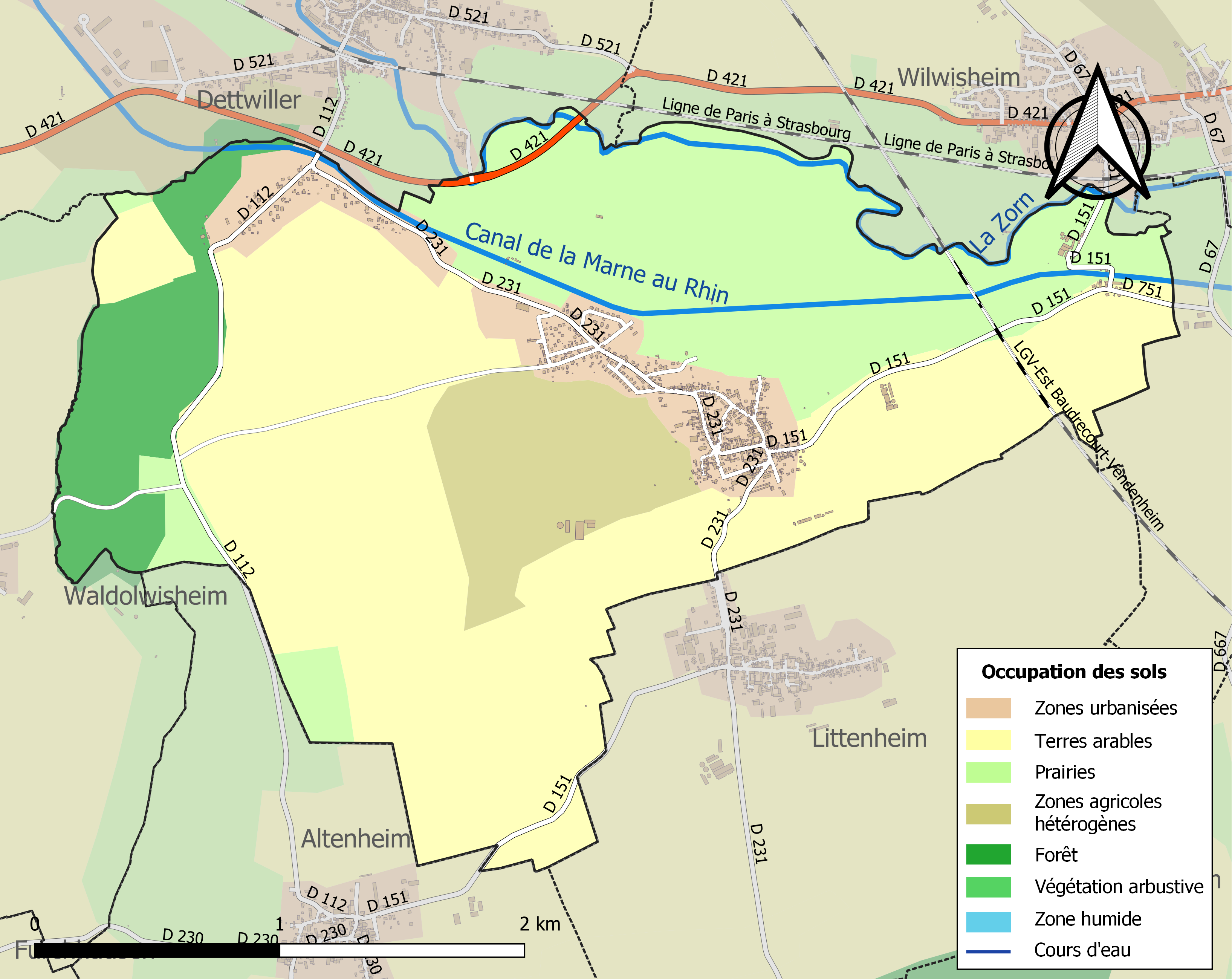
Carte des infrastructures et de l'occupation des sols de la commune en 2018 (CLC).

## Histoire
Pendant la guerre des Rustauds, le 16 mai 1525, le village, refuge de paysans en révolte qui avaient quitté Saverne, fut brûlé et toute sa population massacrée. On trouve encore aujourd'hui près de l'église un ossuaire qui, selon la légende, contiendrait les os des paysans morts.

### Héraldique
| Blason de Lupstein | Blason  | D'azur aux cinq clous d'or, appointés en éventail. |
| Blason de Lupstein | Détails | D’après la légende les cinq clous sont ceux qu’à reçu saint Quentin, patron de la paroisse. Il aurait reçu les clous sur son corps peu avant de mourir en martyr au 3e siècle. |

## Politique et administration
| Période                                  | Période  | Identité                         | Étiquette | Qualité                            |
| ---------------------------------------- | -------- | -------------------------------- | --------- | ---------------------------------- |
| 2001                                     | 2008     | Charles Nonnenmacher             | –         |                                    |
| mars 2008                                | En cours | Denis Reiner, (Mandat 2020-2026) | -         | Retraité, ancien agent de la poste |
| Les données manquantes sont à compléter. |          |                                  |           |                                    |

## Démographie
L'évolution du nombre d'habitants est connue à travers les recensements de la population effectués dans la commune depuis 1793. Pour les communes de moins de 10 000 habitants, une enquête de recensement portant sur toute la population est réalisée tous les cinq ans, les populations de référence des années intermédiaires étant quant à elles estimées par interpolation ou extrapolation. Pour la commune, le premier recensement exhaustif entrant dans le cadre du nouveau dispositif a été réalisé en 2005.

En 2022, la commune comptait 826 habitants, en évolution de +4,82 % par rapport à 2016 (Bas-Rhin : +3,17 %, France hors Mayotte : +2,11 %).
| 1793 | 1800 | 1806 | 1821 | 1831 | 1836 | 1841 | 1846 | 1851 |
| ---- | ---- | ---- | ---- | ---- | ---- | ---- | ---- | ---- |
| 500  | 521  | 635  | 746  | 701  | 713  | 662  | 658  | 659  |

| 1856 | 1861 | 1866 | 1871 | 1875 | 1880 | 1885 | 1890 | 1895 |
| ---- | ---- | ---- | ---- | ---- | ---- | ---- | ---- | ---- |
| 632  | 628  | 622  | 594  | 589  | 634  | 664  | 644  | 660  |

| 1900 | 1905 | 1910 | 1921 | 1926 | 1931 | 1936 | 1946 | 1954 |
| ---- | ---- | ---- | ---- | ---- | ---- | ---- | ---- | ---- |
| 664  | 669  | 612  | 565  | 584  | 582  | 590  | 561  | 565  |

| 1962 | 1968 | 1975 | 1982 | 1990 | 1999 | 2005 | 2006 | 2010 |
| ---- | ---- | ---- | ---- | ---- | ---- | ---- | ---- | ---- |
| 558  | 558  | 546  | 579  | 693  | 754  | 775  | 770  | 817  |

| 2015 | 2020 | 2022 | - | - | - | - | - | - |
| ---- | ---- | ---- | - | - | - | - | - | - |
| 795  | 812  | 826  | - | - | - | - | - | - |

## Lieux et monuments

### L'église paroissiale Saint-Quentin

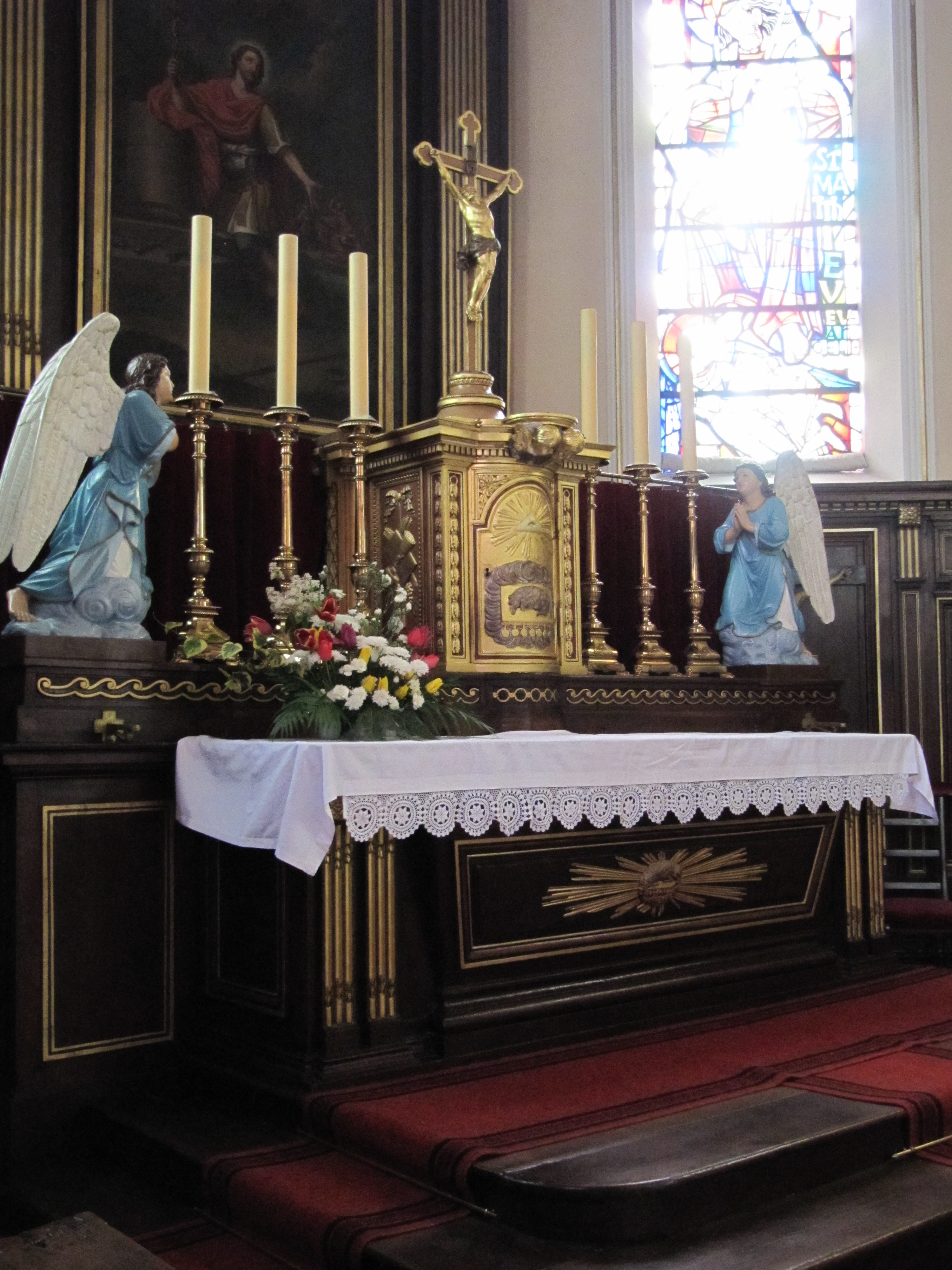
L'église Saint-Quentin (maître-autel).

#### Histoire
Une église est attestée dès 994. L'église actuelle date de 1783-1786, elle est due à François-Antoine Le Roy dont le projet proposait une variante (non retenue) selon laquelle l'ancienne tour-chœur aurait été conservée. Construction du clocher-porche en 1862. Pendant les travaux on découvre des fragments de tympans sculptés du début du XVIe siècle, provenant de l'église antérieure.

#### Description
Édifice orienté, composée d'une tour-porche Ouest, d'une nef à vaisseau unique, d'un chœur plus étroit et bas, à pans coupés, et d'une sacristie dans l'angle sud-est. Toute l'église est plafonnée. La tour axiale en hors-œuvre (quatre étages) cache en partie la façade avec sa travée centrale de baies à crossettes et son pignon découvert et chantourné. Dans le chœur, décor moderne de tableaux et médaillons peints sur les murs (Annonciation et Apparition du Sacré Cœur à sainte Marguerite-Marie, côté nord ; Apparition de Notre-Dame de Lourdes à sainte Bernadette et Assomption de la Vierge Marie, côté sud) ; décor de stuc sur le plafond (XVIIIe siècle) : coquilles et têtes d'angelots ; vitraux moderne dans toute l'église (les vitraux du chœur, réalisés par les ateliers Ott de Strasbourg, représentent les quatre évangélistes avec divers symboles : saint Matthieu, saint Marc, saint Luc et saint Jean).

#### Mobilier
Le maître-autel a été réalisé par le menuisier Läuffer de Haguenau, en 1784. Sur la porte du tabernacle : l'Agneau couché sur le livre aux sept sceaux (la même thématique est reprise sur le tombeau). Le maître-autel est encore complété d'autres décors : Œil de Jéhovah, têtes d'angelots, trophées liturgiques, blé et raisins. Deux anges agenouillés (bois, polychromie) complètent l'ensemble. Au-dessus du tabernacle figure une huile sur toile (h. 3,80 m) représentant saint Quentin, patron de la paroisse de Lupstein : saint Quentin est agenouillé, un crucifix à la main ; sur le sol, les clous de son supplice ; dans le ciel, ange avec palme des martyrs ; à l'arrière-plan, scène de la décollation du saint.
L'ensemble des deux autels latéraux et retables datent du XVIIIe siècle. L'huile sur toile de l'autel latéral Sud représente saint Sébastien (patron secondaire de la paroisse) attaché à un arbre et transpercé de flèches ; la toile de l'autel latéral Nord représente la Vierge Marie recevant sur ses genoux le Christ mort que l'on vient de détacher de la croix (déploration).
La chaire à prêcher (XVIIIe siècle) comporte une belle représentation du Bon Pasteur (huile sur bois). Au pied de la chaire se trouve le baptistère en grès daté de 1685 ; il est orné de gracieuses sculptures de têtes d'angelots.

### La chapelle Sainte-Barbe au lieu-dit Wundratzheim

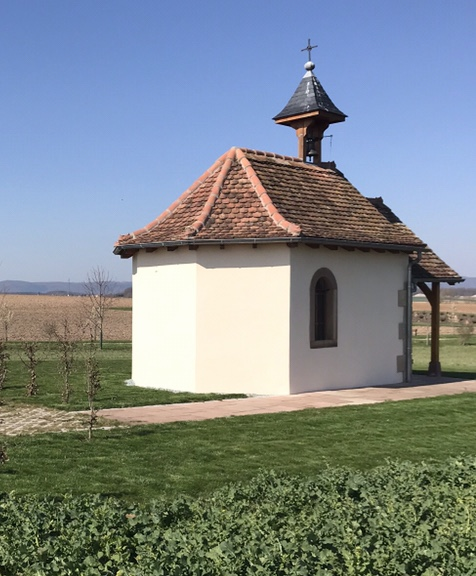
La chapelle Sainte-Barbe (vue de l’arrière).

Cette chapelle située entre Littenheim et Altenheim appartient au banc communal de Lupstein.

#### Le village disparu de Wundratzheim
Les travaux des historiens laissent apparaître l’évolution que connaîtra le nom de ce village.
Wundratzheim a existé dès le VIIIe siècle.
La liste des possessions immobilières de l’abbaye de Marmoutier, vers l’an 1000, mentionne le nom de Uundermittesheim. Au XIIIe siècle, le nom du village est écrit Undermuozheim : le 7 juillet 1285, l’évêque de Strasbourg Frédéric de Lichtenberg fit don de ses biens dans les villages de Luthenheim, Luphenstein et Undermuozheim à l’autel de saint Nicolas de l’abbaye de Neuwiller, pour le salut de son âme et de celles de ses proches. Nous retrouvons Undermutzheim dans un acte de vente daté du 13 novembre 1317, dans lequel Jean de Lichtenberg vendit des biens lui appartenant (environ 9 ha de champs et 11 ha de prairies, situés dans les bans de Littenheim, Lupstein et Wundratzheim). Le village est nommé plusieurs fois encore au courant du même siècle. En 1356, il est question de « in banno ville Wundermotzheim », en 1371 uniquement de son ban, mais en 1392 émerge dans un acte de vente se trouvant à Heidelberg, la mention d’un habitant du village. Il est dit dans cet acte : « Agnes Götze, Clauwes Witwe, verkauft dem Gutknecht Zehen von Altheim und seiner Ehefrau Anna ½ Acker Matten in dem Dürnocke neben des Schulmeisters Kinde von Wilre, ½ Acker Feld am Mühlwege neben Ottemann von Wundermotzheim, alles in Altheim Banne gelegen, für 3 pfund und 5 schillinge Strassburger pfennige. »
Une chapelle est, en outre, citée en 1396 (« bi der Capelle zu Wundratzheim »). En 1424, il est toujours question du territoire, mais nous ne trouvons plus trace du village même.
Le finage fut annexé à celui de Lupstein et peut-être en partie à celui de Littenheim.
Wundratzheim faisait partie des 28 villages appelés Grafschaftsdörfer. Par ailleurs, il formait avec Littenheim et Lupstein un petit district judiciaire et administratif appelé Büttelei qui était régi par un Schultheiss (ou écoutète), nommé par le possesseur de la Büttelei. L’écoutète présidait le tribunal composé par les échevins élus des habitants des trois villages ; ce tribunal n’avait à connaître que des délits.
Des lieux-dits subsistent : Wundratzheimer Feld, Kirchhöfel, Kapellenbrunnen.
Quel était l’emplacement exact du village?
Des restes de maçonneries ont été trouvés lors de travaux pour le drainage des eaux, au lieu-dit Bei dem Bronnen. Il arrivait aussi qu’au moment des labours, des cultivateurs mettaient au jour des pierres pouvant provenir de vieilles constructions dans les parcelles Bei der Capell, conjointes au lieu-dit Bei dem Bronnen, à une distance maximum de 250 mètres de la chapelle. Le village se serait-il étendu au sud-ouest d’une ligne formée par l’axe chapelle-puits ? Nous pouvons le penser.
Vers quelle époque situer la disparition de Wundratzheim ?
Le village a-t-il sombré brusquement dans les flots d’une histoire fort agitée, ou s’est-il ruiné peu à peu pour des raisons d’ordre économique et par l’extinction de ses habitants, ses derniers survivants s’étant réfugiés dans les paroisses voisines de Lupstein et de Littenheim ? Nous ne saurions le dire. La peste, qui a sévi en Alsace en 1348-1349, ne saurait être mise en cause. S’agirait-il alors de l’un des nombreux sévices commis par les bandes de mercenaires descendues dans la plaine d’Alsace par le col de Saverne au début du XVe siècle ?
La nuit des temps a recouvert l’histoire de Wundratzheim et ne la dévoilera sans doute plus à nos regards.

#### La chapelle Sainte-Barbe
La chapelle s’élève non loin de la route départementale 151, entre Altenheim et Littenheim, à environ 500 mètres, et à l’ouest, de ce dernier village. Représente-t-elle l’ancienne église de Wundratzheim ou n’a-t-elle été construite que plus tard, sur son emplacement, ou même tout simplement en exécution d’un vœu de quelque habitant ?
Si on ne connaît pas la date de construction de cette petite chapelle, on sait qu'elle a subi une restauration durant la seconde moitié du XIXe siècle : c’est ce qu’indique l’inscription « N.L. 1862 C.G. » figurant sur la seule fenêtre cintrée de l’édifice.
De nombreux travaux ont lieu en 2014 et 2015. Ils ont été menés par les Amis de la chapelle Sainte-Barbe, association créée à ce moment-là (inscription au Registre des Associations du Tribunal d’Instance de Saverne, le 24 mars 2014 - Volume 43, Folio 57) : stabilisation des fondations de la chapelle, installation d’une nouvelle charpente et d’un auvent plus spacieux, mise en place de deux niches pour les statues de la Vierge de Lourdes et du Bon Pasteur, travaux de crépissage et de peinture, confection d’une nouvelle porte et de bancs, rénovation de l’autel, aménagement des abords du sanctuaire.
Le clocheton et la cloche Ut unum sint ont été ajoutés à ce moment-là.
Ne manquons pas de citer un intéressant document de la fin du XVIIe siècle. L’abbé Jean Jost, curé de Littenheim, nous apprend que la chapelle Sainte-Barbe avait souffert durant la guerre de Trente Ans et qu’elle était peut-être aussi avec sa fontaine, un lieu de pèlerinage et de guérison. Certains historiens demeurent cependant dubitatifs au sujet de cette dernière affirmation.
Nous Curé de Deux Villages en bas-Alsace du bailliage de Kockersperg nommé Lupstein et Leuttenheim a tout ceux qui ces presentes lettres veront salut.
Comme yl ia quelque Jour que le Sr Halbwax bourgeois et provost de Luttenheim et comparu par devant nous soubsigné Curé pour la renovation d’un chappele bastie a l’honneur de St: Barbe scituez a un demis lieu dud village et sur le terrain de l’Evesché de strasbourg, nommé la Sainte fondaine et source des medecins, la quele chappele par les tres facheuses gueres a estée Ruinée et comme le Sr Suppliant provost se plaint de ne pas estre suffisant pour achever la Renovation (déja commencee) de cett chapele, il prie tout les fidels chrestiens d’y assister selon leur bon volonté en foy de quoy (comme cest un eure de miséricorde tres considérable de assister au bastiments des Eglises consacré à Dieu). Je certifie et recomende le présent porteur afin que cett renovation commencée a l’honeur de St Barbe puist avec le secour de Dieu et des fidels Chrestiens estre achevée, Esperant que le bon Dieu recompenserat les assistants par les graces en regardent nos prieres lesquelles nous feront pour eux.
Donne a nostre maison paroisial a Luttenheim le 28me May 1698	        Jean Jost   Curé

#### La source
À 120 mètres de la chapelle, direction nord-ouest, jaillit une source qui ne s’est jamais tarie.
Au moment des grandes sécheresses, lorsque l’eau n’était plus suffisante pour subvenir au besoin des fermes et à l’arrosage des champs, les villageois voisins venaient s’y approvisionner sans jamais arriver à l’épuiser.
L’année 2016 a été marquée par l’aménagement d’un chemin menant jusqu’à la source et la mise en place d’un puits en grès rose. Le parcours a été agrémenté par l’érection d’un calvaire et la construction d’un oratoire abritant une statue de saint Antoine ermite. L’endroit est paisible et propice à la méditation.
Par la suite un pont enjambant les deux rives a été construit.
Sources :
G. DORSCHNER et F. EYER, « Notes sur Wundermutzheim, village disparu de la région de Dettwiller »,
Bulletin de la Société d’Histoire et d’Archéologie de Saverne (SHAS) n° 49-50, 1965.
A. HUMM, « Villages disparus d’Alsace »,
Bulletin de la Société d’Histoire et d’Archéologie de Saverne et environs (SHAS) n° 37-39, 1962.
Archives de la paroisse de Littenheim.

## Personnalités liées à la commune

### Aloys Kayser (1877-1944)
Aloys Kayser est né le 29 mars 1877 à Lupstein, petit village d'Alsace faisant alors partie de l'Empire allemand, depuis le 10 mai 1871 et restitué à la France à l'issue de la Première Guerre mondiale. Sa langue maternelle est l'alsacien, langue proche de l'allemand. Il fait ses études en allemand. Ordonné prêtre le 14 août 1903, à Paderborn, Aloys Kayser célèbre sa première messe à Lupstein, le 19 août 1903.

#### Missionnaire à Nauru (Pacifique)
Aloys Kayser est envoyé comme missionnaire catholique à Nauru, une colonie allemande du Pacifique, par la Société des Missionnaires du Sacré-Cœur, une congrégation française. Il s'installe au village d'Ibwenape dans l'actuel district de Meneng et a alors pour mission d'évangéliser la population en concurrence avec le missionnaire protestant Philip Delaporte avec qui il aura d'âpres controverses, les deux missionnaires étant tous deux devenus des experts de la société nauruane. Parallèlement à ses activités religieuses, il étudie le nauruan et publie un dictionnaire nauruan/allemand et une grammaire nauruane.
À l'issue de la Première Guerre mondiale, la colonisation allemande de Nauru prend fin et Aloys Kayser en est expulsé, en tant que citoyen allemand. Il parvient néanmoins à revenir dans ce territoire désormais sous juridiction australienne en 1921 de manière individuelle avec désormais un passeport français. En 1928, il reçoit officiellement de la part du père australien Thomas J. O’Brien une mission des Missionnaires du Sacré-Cœur. En 1936, il permet l'installation de sœurs sur l'île.

#### Déportation
Aloys Kayser et son collègue de nationalité suisse, le père Pierre Clivaz, sont parmi les quelques occidentaux à rester sur place après l'évacuation des étrangers effectuée par Le Triomphant en février 1942. Les japonais débarquent en août, Kayser et Clivaz sont autorisés à continuer leur travail mais le 16 août 1943, ils sont déportés ainsi que plusieurs centaines de Nauruans dans les îles Truk à des milliers de kilomètres de Nauru. Les deux prêtres sont sévèrement torturés le 28 août 1944 par les Japonais qui soupçonnent la communauté nauruane de détenir un poste radio. Interrogés et battus en alternance pendant trois heures, ils sont accusés d'être à la tête de conspiration et de détenir des armes. Ils sont ensuite attachés à des cocotiers et laissés là pendant des heures sous le soleil et sans eau. Ce traitement portera un coup fatal au père Aloys Kayser âgé de 67 ans et en bonne santé avant son arrestation. Il se plaint par la suite de douleurs abdominales et ne peut plus manger. Deux semaines plus tard, il s'alite et meurt le 21 octobre 1944. Le père Clivaz donnera par la suite un témoignage complet sur cette affaire aux enquêteurs américains. Deux des officiers responsables de ce crime de guerre seront condamnés chacun à cinq ans d'emprisonnement.